# حزب ناسیونال سوسیالیست کارگران آلمان
حزب ناسیونال سوسیالیست کارگران آلمان (به آلمانی: Nationalsozialistische Deutsche Arbeiterpartei) که معمولاً با نام حزب نازی شناخته می‌شود، یک حزب سیاسی میان سال‌های ۱۹۱۹ تا ۱۹۴۵ میلادی بود. این حزب پیش از تغییر نام به حزب سوسیالیست ملی کارگران آلمان در سال ۱۹۲۰ میلادی، با نام حزب کارگران آلمان (به اختصار: DAP) فعالیت می‌کرد. آخرین رهبر حزب آدولف هیتلر، صدراعظم و پیشوای آلمان بود. وی در سال ۱۹۳۳ میلادی توسط پاول فون هیندنبورگ، رئیس‌جمهور آلمان به صدراعظمی منصوب شد. ایدئولوژی‌های کلی حزب تأکید بر شکست کمونیسم و کاپیتالیسم بود. حزب نازی بر قدرت متمرکز در یک دولت و یک حزب یگانه تأکید داشت.
بسیاری از رهبران ارشد حزب نازی اهل آلمان نبودند و متولد و اهل اتریش بودند.
صدها هزار نفر از هواداران از دانشمندان گرفته تا هنرمندان، سیاستمداران، ورزشکاران، بازیگران و اعضاء حزب نازی پیش از تسلیم و همچنین پس از جنگ جهانی دوم خودکشی کردند.
تغییر نام حزب کارگران آلمان (DAP) به حزب ناسیونال سوسیالیست کارگران آلمان (NSDAP) تا حدی ناشی از گرایش به کاربردن آرمان‌های دسته چپ و دسته راست بود؛ با جذابیت سوسیالیستی و کارگری به دسته چپ و ناسیونالیستی و آلمانی گرایی با دسته راست پیوند داشت.

## ریشهٔ اولیه ۱۹۱۸–۱۹۲۳

آلمان بین سال‌های ۱۹۱۹ تا ۱۹۳۷ نقطه‌چین‌های قرمز مناطق جدا شده از آلمان را نشان می‌دهد

حزب نازی که نامش کوتاه‌شدهٔ ناسیونال سوسیالیست (به آلمانی: NationalsoZialistische) است از یک گروه کوچک با گرایش‌های ملی‌گرایانه در سال‌های واپسین جنگ جهانی اول شکل گرفت. ابتدا گروهی از ملی‌گرایان در شهر برمن گردآمده و در ماه‌های آغازین سال ۱۹۱۸ میلادی، با نام «کمیته رایگان برای صلح کارگران آلمان» (به آلمانی: Freier Ausschuss einen für deutschen Arbeiterfrieden) اعلام موجودیت کردند. آنتون درکسلر* در تاریخ ۷ مارس ۱۹۱۸ در مونیخ شعبه‌ای از این گروه را تشکیل داد. درکسلر، یک قفلساز ساده و از اعضای ارتش در جنگ اول جهانی بود. وی آتش‌بس تلخ و معاهده ورسای را ظلمی بزرگ به خود و ملت آلمان می‌دانست و خواستار مخالفت و تحولی انقلابی بود. درکسلر هم با معاهده ورسای مخالف بود و هم با حرکت تدریجی اطرافیان خود به سمت مارکسیسم و کمونیسم. او ملت آلمان را ملتی آزاد و قدرتمند می‌دانست و نمی‌توانست ذلت وارد شده بر ملت خویش را تحمل کند. درکسلر وضعیت خشونت‌ها و بی‌ثباتی‌ها را نتیجه روی کار آمدن جمهوری دست نشانده سرمایه‌داران یهودی آمریکا می‌دانست. او جمهوری وایمار را خارج از طبقات فرودست و در خدمت سرمایه‌داران می‌خواند.
در تاریخ ۵ ژانویه ۱۹۱۹، درکسلر به همراه گوتفرید فدر* و دیتریش اکارت* و کارل هارر * و بیست کارگر دیگر از راه‌آهن مونیخ به بحث دربارهٔ ایجاد حزبی مستقل از کمیته رایگان برای صلح بر اساس اصول سیاسی که درکسلر بیان کرد، بحث کردند. این گفتگو سرانجام به تأسیس حزب انجامید. درکسلر پیشنهاد کرد که نام این حزب، حزب سوسیالیست آلمان باشد اما کارل هارر مخالف بود و درکسلر را متقاعد کرد که ایجاد حزبی با نام سوسیالیست آلمان ممکن است موجب شود تا در افکار عمومی به عنوان یک حزب مارکسیستی یا کمونیستی شهرت پیدا کند. کارل هارر پیشنهاد کرد تا نام حزب کارگران آلمان تغییر پیدا کند. آن‌ها همچنان بر استفاده از واژه سوسیالیسم برای معرفی حزب خود استفاده می‌کردند اما سوسیالیسم را به معنی رفاه اجتماعی می‌خواستند نه یک حکومت سوسیالیستی افراطی. این حزب به سرعت گسترش یافت و به رقیبی برای احزاب قدرتمند آلمانی از جمله حزب سوسیال دموکرات آلمان و حزب کمونیست آلمان (به اختصار: KPD) تبدیل شد. حزب کارگران آلمان به صراحت اعلام کرد: با بولشویک‌ها و هر حزبی که در پی منافع کشورهای خارجی یا سازمان‌های بین‌المللی باشد مخالف است.
DAP (حزب کارگران آلمان) در ابتدا، یک گروه کوچک با ۵۵ عضو بود. دولت وایمار که فعالیت‌های این حزب را مشکوک به براندازی تلقی کرده بود جاسوسانی را به درون حزب فرستاد. آدولف هیتلر که در آن هنگام مأمور اطلاعات ارتش آلمان بود، در ظاهر به این حزب پیوست تا فعالیت‌های این حزب را گزارش دهد؛ ولی او کم‌کم با دیدگاه‌های این حزب آشنا شد. هیتلر که قدرت سخنوری خوبی داشت به تدریج به یکی از سخنگوهای ماهر حزب تبدیل شد. در میان اعضای اولیه حزب می‌توان به رودلف هس، هانس فرانک و آلفرد روزنبرگ اشاره کرد که بعدها همگی در سمت‌های بالایی مشغول به فعالیت شدند.
هیتلر اکنون جذب این حزب شده بود و نه تنها مخالفتی با این حزب نداشت بلکه به یکی از ستون‌های اصلی این حزب تبدیل شده بود. هیتلر از سازمان اطلاعات ارتش خارج شد و رسماً به اعضای این حزب پیوست. او در اولین قدم تعداد افراد حزب را برای شماره‌گذاری از عدد ۵۰۰ شروع کرد بدین ترتیب اعضای حزب به جای آنکه ۵۵ اعلام شود ۵۵۵ نفر اعلام شد. این اولین و بزرگ‌ترین تبلیغ برای این حزب بود. DAP (حزب کارگران آلمان) به وسیله یک کمیته هفت نفره اداره می‌شد. هیتلر توانست به کمیته هفت نفره راه پیدا کند. دومین اقدام هیتلر تغییر نام حزب در ۲۴ فوریه ۱۹۲۰ بود اکنون واژه سوسیالیست ملی هم به نام حزب افزوده شد و بدین صورت نام این حزب به حزب ملی کارگران سوسیالیست آلمان (به اختصار: NSDP) معرفی شد.
هیتلر کشف کرد که سخنوری بسیار خوب است. او در مراسم‌های گوناگون سخنرانی می‌کرد و سخنان آتشین و ملی گرایانه او به جذب هرچه بیشتر مردم کمک بزرگی کرد. درکسلر دیگر در خود توان رهبری حزب را نمی‌دید زیرا حزب روز به روز بزرگتر و قدرتمندتر می‌شد، بنابراین درکسلر مجبور بود تا فردی لایق‌تر از خود را به جایگزینی خود انتخاب کند. هیتلر در ۲۸ ژوئیه ۱۹۲۱ از سوی درکسلر، به عنوان رهبر حزب معرفی شد. هیتلر توانست درکسلر را متقاعد کند که هیئت هفت نفره مدیریت این حزب لغو شود؛ بنابراین هیتلر توانست به عنوان رئیس جدید این حزب برنامه‌های خود را بدون مزاحمت، اجرا کند. اولین اقدام هیتلر پس از ریاست، تشکیل گروه شبه نظامی حزب به نام اس‌آ بود. هیتلر در اولین قدم اعلام کرد که دو هدف کلی در حزب دارد اولین هدف: پیشرفت آلمان و دومین هدف: مقابله با دشمنان درجه اول آلمان (یعنی فرانسه، انگلستان و اتحاد شوروی) که در چنگال سرمایه یهودیان اسیر هستند. هیتلر در قدم بعدی صلیب شکسته را به عنوان نمادی آریایی به عنوان نماد حزب انتخاب کرد. در طی سال‌های ۱۹۲۱ و ۱۹۲۲ میلادی، این حزب رشد قابل توجهی داشت.
در ژانویه ۱۹۲۳، دولت فرانسه منطقه صنعتی رور را در پی پرداخت نشدن غرامت جنگ جهانی اول اشغال کرد. این اشغال موجب هرج و مرج شد. ویلیام کونو* استعفا کرد و تلاش‌های حزب کمونیست آلمان (KPD) بی‌نتیجه ماند. در چنین شرایطی که غرور ملی آلمان بار دیگر زیر پا گذاشته شده بود، هیتلر با سخنرانی‌های آتشین خود به مخالفت با سیاست‌های دولت آلمان پرداخت و همین امر باعث شد تا تعداد اعضای حزب به شدت افزایش پیدا کند و در همین مدت ۲۰٬۰۰۰ نفر تا پایان ماه نوامبر به اعضای حزب افزوده شد. در چنین شرایطی اعضای حزب تصمیم گرفتند به کمک ژنرال لودندورف در سالن آبجو مونیخ گرد هم‌آیی کوچکی بر پا کنند و سپس در اعتراض به وضع کنونی دست به کاری بزنند. این اعتراضات در نهایت ناکام ماند در صبح آن روز یعنی ۹ نوامبر هم تعداد ۲۰٬۰۰۰ نفر از اعضا در اعتراض به هرج و مرج به وجود آمده در مونیخ دست به تظاهرات زدند که پلیس بر روی آن‌ها آتش گشود و ۱۶ نفر از آن‌ها کشته شدند. هیتلر، لودندورف و تعدادی دیگر دستگیر شدند و به خاطر آنچه خیانت به دولت و ملت خوانده شد در مارس ۱۹۲۴، محاکمه و به زندان انداخته شدند. در این هنگام بود که هیتلر کتاب نبرد من را نوشت. پس از این رویدادها فعالیت حزب نازی، ممنوع اعلام شد.

## آمدن به قدرت ۱۹۲۵–۱۹۳۳

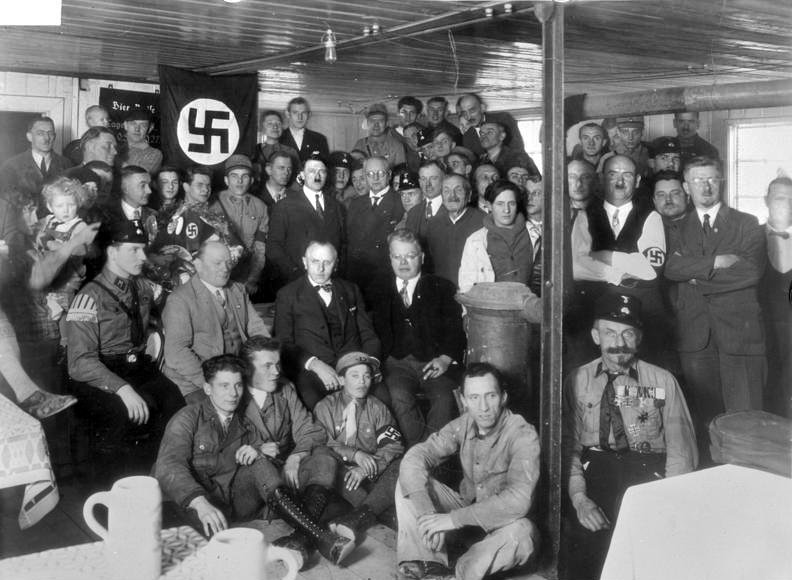
هیتلر در کنار هم حزبی‌هایش، ۱۹۳۰

پوستر تبلیغاتی حزب نازی در انتخابات ۱۹۳۰. ما خواهان نان و آزادی هستیم

پوستر تبلیغاتی انتخابات سال ۱۹۳۲ مجلس ملی آلمان. "مردم حق دارند به لیست شماره ۱ حزب نازی رای دهند"

آدولف هیتلر پس از آزادی دوباره اقدام به تجدید سازمان کرد؛ اما متعهد شد که گروه شبه نظامی حزب را منحل کند و اقدامی علیه دولت وقت انجام ندهد. البته هیتلر با کمک هاینریش هیملر اس‌اس را در آوریل ۱۹۲۵ تأسیس کردند و همچنین تمرکز بیشتری در جذب زنان در حزب گرفتند. به تدریج وضعیت حزب رو به وضعیت عادی بود. رودلف هس به عنوان جانشین آدولف هیتلر در حزب منصوب شد. به تدریج افرادی مانند یوزف گوبلز و هرمان گورینگ هم فعالیت خود را در حزب آغاز کردند. در این دوره بیشترین اعضای حزب را کارگران بی‌کار تشکیل می‌دادند و همچنین شعار معروف حزب به نام سلام نازی (Heil Hitler) نیز در همین سال تصویب شد. نازی‌ها در رقابت‌های انتخاباتی ۱۹۲۴ مجلس ملی *(رایشس‌تاگ) و مجلس قانون‌گذاری ایالتی* شرکت کردند اگرچه نتایج در ابتدا موفقیت‌آمیز نبود و بیش از ۳٪ از کل آرا در مجلس ملی و تنها ۲٬۶٪ از آرای مجلس قانون‌گذاری به نازی‌ها تعلق گرفت عمده‌ترین حامیان نازی‌ها در مناطقی مانند اشلسویگ، مکلنبورگ، فورپومرن و پروس شرقی بودند و این در حالی بود که مناطق روهر و هامبورگ به سوسیال دموکرات‌ها یا حزب کمونیست رأی داده بودند و مابقی مناطق به حزب مرکزی رأی داده بودند. ایجاد برنامه هدف دار و شعارهای ملی گرایانه نازی‌ها و ضعف حزب‌های رقیب باعث شد تا پایان سال ۱۹۲۹ جمعیت اعضای حزب به بیش از ۱۳۰٬۰۰۰ نفر برسد. وضعیت نابه‌سامان اقتصادی و بی‌کفایتی احزابی مانند حزب کمونیست (به اختصار: KPD) و سایر احزاب و همچنین برنامه‌های مشخص حزب نازی باعث شد تا در انتخابات رایشس‌تاگ در سال ۱۹۳۰ نازی‌ها بتوانند ۱۸٬۳٪ از کل آرا را به خود اختصاص داده و دومین حزب پیروز پس از سوسیال دموکرات‌ها باشند که این تعداد رای نیز به خاطر حضور رای‌اولی‌ها، بیکاران و افرادی که احزاب طبقه متوسط را ترک کرده بودند به دست آمد. هیتلر نشان داد که این سرباز کهنه‌کار با سخنرانی‌های آتشینش حتی مؤثر تر از رادیو و هواپیما می‌تواند به جذب اعضای جدید کمک کند. او علاوه بر قدرت سخنوری خود اینک گوبلز را نیز به عنوان رئیس تبلیغات منصوب کرده بود.
هیتلر با توجه به تضعیف احزاب سنتی چشم‌انداز خوبی را برای رقابت‌های آینده پیش‌بینی می‌کرد. از آن سو ناتوانی احزاب دموکرات در حل و فصل مشکلات داخلی حزبی و تشکیل یک جبهه قوی و همچنین روی گردانی مردم از احزاب کمونیستی و در راس آن‌ها حزب کمونیست زمینه را برای یکه‌تازی حزب هیتلر فراهم می‌کرد. در سال ۱۹۳۱ و ۱۹۳۲ بحران سیاسی به وجود آمده بود. هیتلر توانست با برنامه‌های دقیق اقتصادی که ارائه می‌کرد و همچنین با وعده لغو معاهده ورسای تعداد بسیاری از مردم را به سوی خویش جذب کند. هیتلر همچنین آشکارا یهودیان را دلیل ورشکستی‌های مداوم اقتصاد آلمان می‌دانست و همچنین مدام از قدرت گرفتن کمونیست‌ها و افکار ضد خدای آن‌ها به مردم اخطار می‌داد. در تاریخ ۲۰ ژوئیه ۱۹۳۲ انتخابات رایشس‌تاگ صورت گرفت و حزب نازی ۳۷٬۴٪ کل آرا را به خویش اختصاص داد و به بزرگ‌ترین حزب رایشس‌تاگ تبدیل شد. در سوی دیگر مجموع آرای حزب نازی و KPD حزب کمونیسم آلمان ۵۲٪ کل آرا را تشکیل می‌داد و این اکثریت، هرگز موفق به همکاری مناسب با هم نشدند. کشمکش بر سر انتخاب صدراعظم در رایشس‌تاگ سال ۱۹۳۲ ادامه داشت. رئیس‌جمهور هیندنبورگ به خوبی می‌داند که دیگر احزاب وابسته به آمریکا هیچ قدرتی در رایشس‌تاگ ندارند و تنها احزاب قدرتمند نازی‌ها و حزب کمونیست آلمان هستند که در مجموع بیش از ۵۰٪ از کل مجلس را به خود اختصاص داده‌اند. در ابتدا تمام محافل سیاسی گمان می‌کردند فرانتس فون پاپن از طرف رئیس‌جمهور به عنوان صدراعظم معرفی شود اما رئیس‌جمهور هیندنبورگ در ۳۰ ژانویه ۱۹۳۳ آدولف هیتلر را به عنوان رهبر حزب اکثریت رایشس‌تاگ به عنوان صدر اعظم و مسئول تشکیل کابینه معرفی کردند.

## قدرت ۱۹۳۳–۱۹۴۵

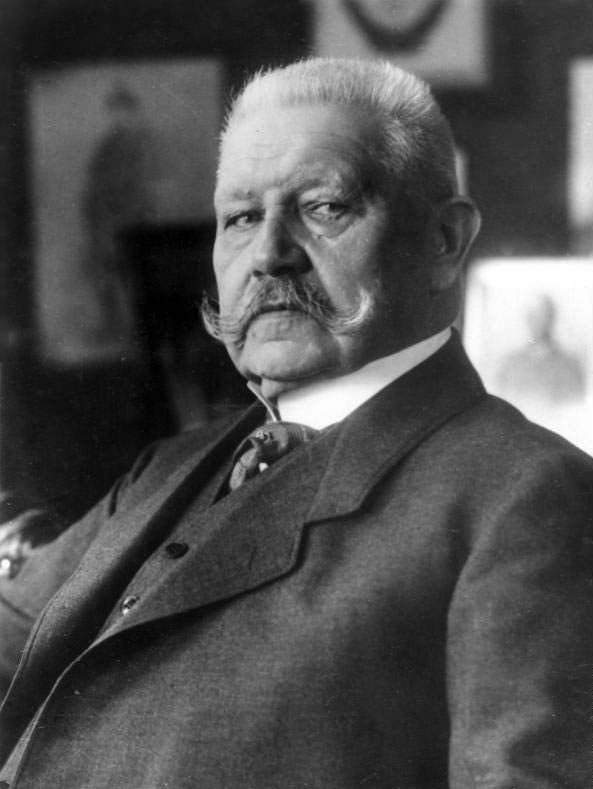
پاول فون هیندنبورگ

در ۲۷ فوریه ۱۹۳۳ رایشس‌تاگ به طرز مشکوکی آتش گرفت. پس از تحقیقات، پلیس اعلام کرد اعضای حزب کمونیست آلمان اقدام به آتش زدن رایشس‌تاگ کرده‌اند. رئیس‌جمهور هیندنبورگ به صدراعظم هیتلر دستور داد شخصاً پی‌گیر شود. هیتلر از فرصت به دست آمده بیشترین استفاده را کرد و بلافاصله دستور دستگیری سران حزب کمونیست را صادر کرد و دفاتر این حزب را در سراسر آلمان غیرقانونی اعلام کرد. در انتخابات مارس ۱۹۳۳ حزب کمونیست آلمان حذف شده بود و نازی‌ها توانستند با کمک حزب دوست، یعنی حزب ملی گرایان آلمان (به اختصار: DNVP) اکثریت پارلمان را با قدرت بیشتری به دست آوردن در این انتخابات ۵۱٬۸٪ از کل آرا نصیب نازی‌ها و حزب ملی گرایان شد. در گام مؤثر بعدی هیتلر و هم حزبی‌هایش قوانین را مجدد بررسی کردند و این بار طوری قوانین را تنظیم کردند که بتوانند برنامه‌های مورد نظر خود را اجرایی کنند. از طرفی حزب کمونیست که غیرقانونی اعلام شده بود مخالف تغییر در قانون اساسی بود همچنین تنها حزب مخالف در رایشس‌تاگ حزب سوسیال دموکرات بود که آن‌ها هم از رأی اندکی بر خوردار بودند. مخالفت احزاب مانعی بزرگ بر سر راه پیشرفت برنامه‌های مورد نظر هیتلر و حزب نازی بود. پس از جنگ جهانی اول احزاب بسیاری در سطح کشور آلمان ایجاد شده بود که عمدتاً توسط دولت‌های خارجی تأمین مالی و حمایت می‌شدند. آدولف هیتلر و کابینه‌اش قانونی را در تاریخ ۱۴ ژوئیه ۱۹۳۳ به رایشس‌تاگ بردند که بر اساس آن احزابی که بر قوانین ثبت شده در رایشس‌تاگ اعتراض دارند یا در نظم دولت و پیش برد برنامه خلل ایجاد کنند غیرقانونی اعلام شده و فعالیتشان به حالت تعلیق در خواهد آمد و به کمک این قانون حزب نازی توانست یکی پس از دیگری احزاب آلمان را غیرقانونی و منحل اعلام کند.
اما حزب نازی در برخی موارد همکاری‌هایی نیز با احزاب دیگر داشت. در این راستا هیالمار شاخت که عضو حزب دموکرات آلمان بود را به عنوان رئیس بانک مرکزی و سپس وزیر اقتصاد انتخاب کرد. پس از این تاریخ شتاب پیشرفت‌های آلمان و اجرای هر چه بهتر برنامه سرعت چشم‌گیری به خود گرفت. یکی دیگر از اقدامات دولت هیتلر پاک‌سازی کمونیست‌ها و یهودیها و مشخص کردن وابستگی آن‌ها به خارج از کشور بود. دولت آدولف هیتلر در سپتامبر ۱۹۳۵ قوانینی که به قوانین نورنبرگ معروف شد تصویب و منتشر کرد که به موجب آن یهودیان از حق شهروندی خود محروم و ازدواج یک آلمانی با یک یهودی ممنوع شد. در سال ۱۹۳۶ یهودیان برنامه‌ای برای اعتراض در مراسم المپیک آلمان را در دستور کار خود قرار داده بودند. اما اداره جاسوسی آلمان به خوبی از این اقدام یهودیان آگاه بود.

## دوران جنگ و پس از آن
در سال ۱۹۳۹ و با آغاز جنگ جهانی دوم هیچ‌کس فکر نمی‌کرد که درگیری‌ها به این حد گسترده باشد خصوصاً پس از فتح فرانسه هیتلر اعلام کرد که باید شخصاً تمرکز بیشتری بر روی جنگ داشته باشد در این مدت تقریباً کار را وزرای هیتلر به تنهایی اداره می‌کردند در این سال‌ها عمده‌ترین مشکل مردم سکونت بود، متفقین شهرها را بمباران می‌کردند و به همین دلیل وضعیت خانه بسیار بد بود. در چنین شرایط سختی هر از چندی توسط سران ارتش تحرکاتی ضد هیتلر انجام می‌شد که نمونه آن‌ها تلاش برای سرنگونی هیتلر در ۲۰ ژوئیه ۱۹۴۴ بود که ناموفق ماند. جنگ با پیروزی‌های چشم گیر آلمان آغاز شد اما بعد به ضرر آلمان پیش رفت و نهایتاً آلمان شکست خورد. بسیاری از سران نازی یا در طول جنگ کشته شدند یا در دادگاه‌های نورنبرگ محاکمه شدند یا به کشورهای خارجی گریختند و سعی کردند با هویت جعلی به وطن بازگردند که در بسیاری از مواقع دستگیر شدند. آلمان به دو قسمت شرقی و غربی تقسیم شد. کمونیست‌ها در شرق آلمان می‌توانستند انتقام خود را از حزب نازی بگیرند اما در غرب هنوز هم می‌شد در سیاست مردم آلمان میهن‌پرستی را دید.
در سال ۱۹۴۹ تلاش‌هایی برای ایجاد دوباره احزاب ملی‌گرا انجام شد که مهم‌ترین آن‌ها ایجاد حزب رایش آلمان (به اختصار: DRP) بود که شامل پنج نفر از نازی‌های سابق بود اما این حزب پس از شکست‌های متوالی در سال ۱۹۵۳ منحل شد. پس از آن حزب دموکرات ملی آلمان تشکیل شد که همچنان به فعالیت ادامه می‌دهد اما چندین بار دادگاه قانون اساسی فدرال آلمان تلاش کرده است با عنوان نئو نازی بودن از فعالیت این حزب جلوگیری کند و هر بار موفق به اثبات و انحلال این حزب نشده است. تا سال ۲۰۰۴ تعداد ۵٬۳۰۰ نفر عضو این حزب شده‌اند و بیش از ۵٪ از کرسی‌های مجلس فدرال آلمان را نیز به خود اختصاص داده است.
| نتایج انتخابات فدرال حزب نازی |            |       |                   |                              |
| تاریخ                         | آراء       | درصد  | صندلی در رایشس‌تاگ | توضیح                        |
| مه ۱۹۲۴                       | ۱٬۹۱۸٬۳۰۰  | ۶٬۵٪  | ۳۲                | هیتلر در زندان               |
| دسامبر ۱۹۲۴                   | ۹۰۷٬۳۰۰    | ۳٬۰٪  | ۱۴                | هیتلر از زندان آزاد شده است. |
| مه ۱۹۲۸                       | ۸۱۰٬۱۰۰    | ۲٬۶٪  | ۱۲                |                              |
| سپتامبر ۱۹۳۰                  | ۶٬۴۰۹٬۶۰۰  | ۱۸٬۳٪ | ۱۰۷               | پس از بحران مالی             |
| ژوئیه ۱۹۳۲                    | ۱۳٬۷۴۵٬۸۰۰ | ۳۷٬۴٪ | ۲۳۰               |                              |
| نوامبر ۱۹۳۲                   | ۱۱٬۷۳۷٬۰۰۰ | ۳۳٬۱٪ | ۱۹۶               |                              |
| مارس ۱۹۳۳                     | ۱۷٬۲۷۷٬۰۰۰ | ۴۳٬۹٪ | ۲۸۸               | هیتلر صدراعظم است.           |

## ترکیب حزب نازی
بر اساس اعلام حزب نازی پیش از انحلال عضویت در این حزب معمولاً در رده قشر میانی و ضعیف مردم بوده است. در آخرین آمار منتشر شده توسط حزب نازی ۷٪ اعضا دهقانان، ۳۵٪ کارگران و بیش از ۵۱٪ از اعضا را قشر متوسط اعلام کرده‌اند. در هنگام قدرت‌گیری، حزب ۲ میلیون عضو فعال داشت که تا پایان فعالیت حزب به بیش از ۸٬۵ میلیون عضو فعال ارتقا پیدا کرده بود.

### عضویت نظامی
عمدتاً اعضای حزب که علاقه به فعالیت‌های نظامی داشتند در وافن اس‌اس مشغول می‌شدند. افراد ارتش حق عضویت در حزب را نداشتند.
به‌طور خاص گروه‌های شبه نظامی برای کنترل تجمعات، جشن‌ها و حفاظت از رهبران حزب‌ها تشکیل می‌شدند. گروه اس‌آ اولین گروه شبه نظامی حزب بود، سپس اس‌اس ایجاد شد و پس از آن گروه جوانان هیتلری و سپس گروه‌های کوچکتری مانند NSFK و NSKK ایجاد شد.

### عضویت دانشجویی
در سال ۱۹۲۶ بخش ویژه‌ای در حزب به عنوان برقراری ارتباط با جمعیت دانشجویی ایجاد شد که به تشکیل کلوپ دانشجویان سوسیالیست ملی آلمان منجر شد (به اختصار: NSDStB).

## نماد حزب
پرچم نازی از یک سواستیکا به عنوان نماد آریایی و همچنین رنگ‌های قرمز، سیاه و سفید استفاده شده بود که گفته می‌شود به نمایندگی از خون و خاک است و تعریفی دیگر از پرچم رایش دوم است. سواستیکا نمایندگی از سمبول‌های آریایی و نشان نژاد آریایی و همچنین ترکیب رنگی که گفته شده بر گرفته از پرچم طراحی شده در سال ۱۸۷۱ متعلق به رایش دوم. عقاب آلمانی در واقع بر گرفته از نمادهای قدیمی آلمان است که در بالای سواستیکا در حلقه برگ‌های بلوط ایستاده است. هنگامی که سر عقاب به سمت چپ خود نگاه می‌کند نماد حزب نازی و در مقابل هنگامی که به سمت راست خود نگاه می‌کند سمبل آلمان است.

نشان حزب نازی، هنگامی که عقاب به سمت چپ خود نگاه می‌کند
نشان رایش، هنگامی که عقاب به سمت راست خود نگاه می‌کند
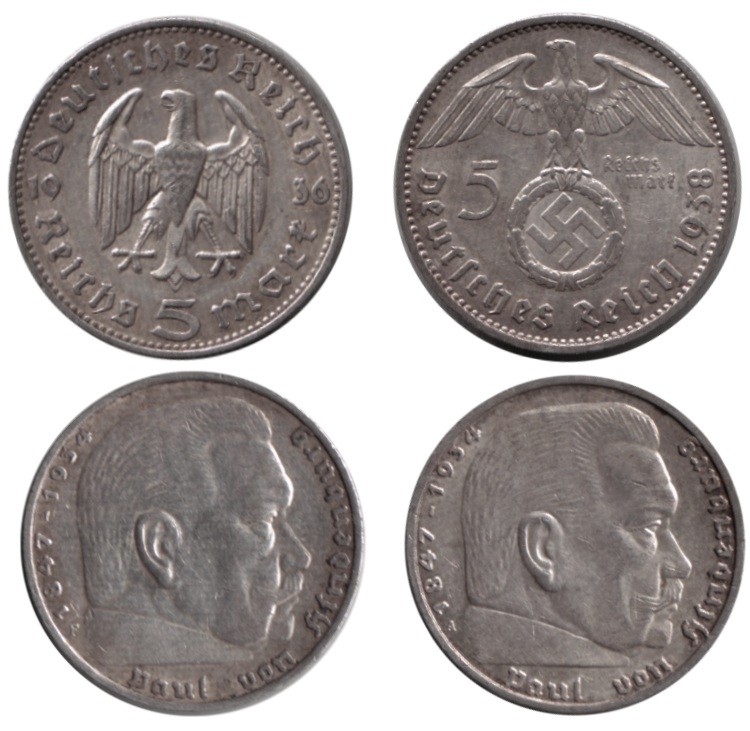
یک ۵ رایش مارکی قبل و بعد از کاربرد نشان صلیب شکسته